# Giovanni Branca
Pour les articles homonymes, voir Branca.

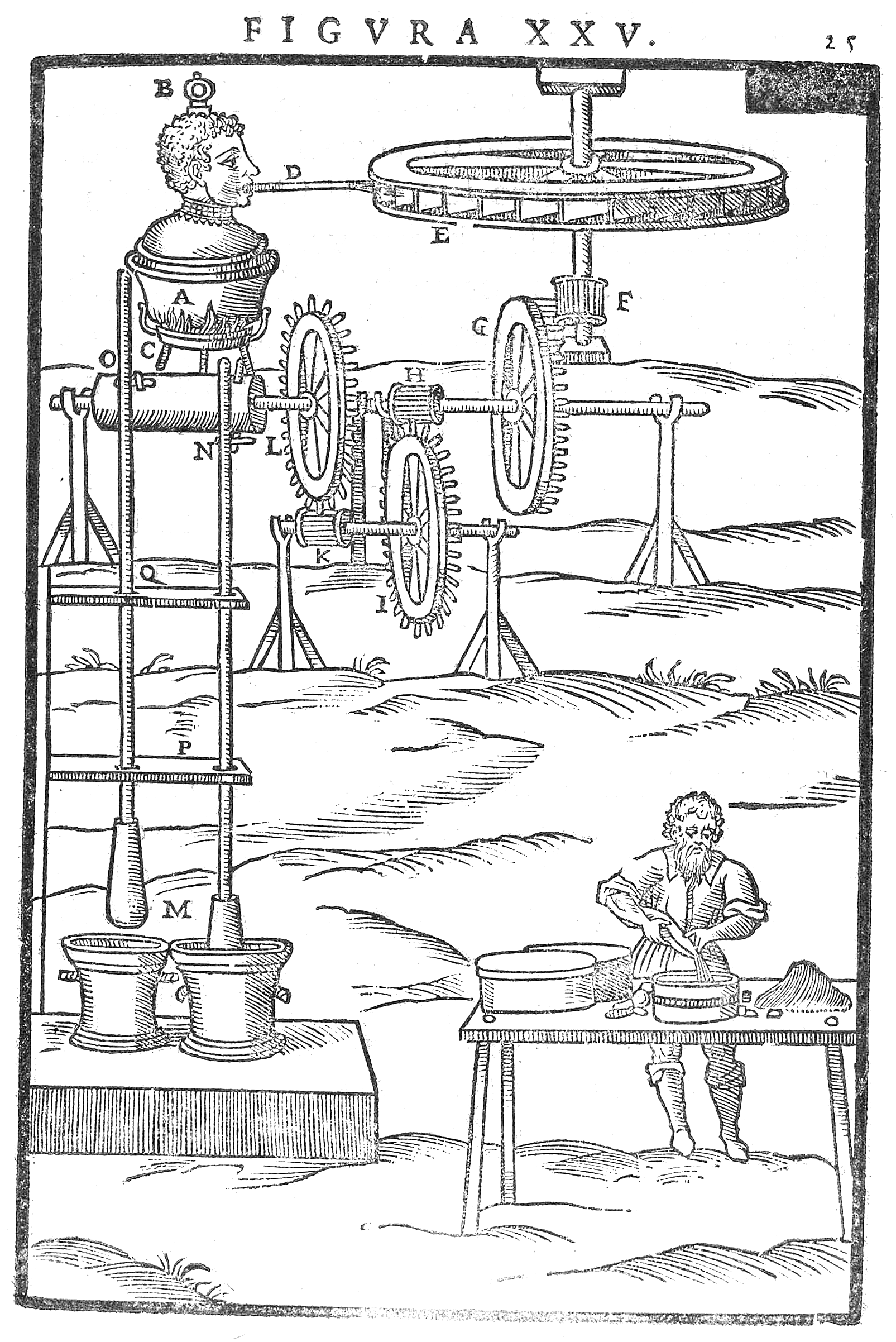
La Machine à Vapeur de Giovanni Branca, 1629

Giovanni Branca (né le 22 avril 1571 à Sant'Angelo in Lizzola et mort le 24 janvier 1645) est un ingénieur, architecte et écrivain technique italien de la fin du XVIIe et du début du XVIIIe siècle.

## Biographie
Giovanni Branca perpétua la tradition des carnets d’ingénieurs et des « Théâtres de machines » avec une édition en 1629.
Au XVIIe siècle, le développement du machinisme exigeait une énergie en puissance croissante. Giovanni Branca proposa un appareil qui pouvait fonctionner en modèle réduit comme on faisait tourner les tourne-broches avec l’air chaud. Pourtant, les recherches de Léonard de Vinci, comme les tentatives de Branca pour une turbine à vapeur, ne sont en fait que la traduction de ce que l’on savait depuis l’éolipyle de Héron d'Alexandrie, sur la puissance de la vapeur d'eau.
En tant qu’Architecte, il fut chargé de la Restauration de la sainte Maison de Lorette.

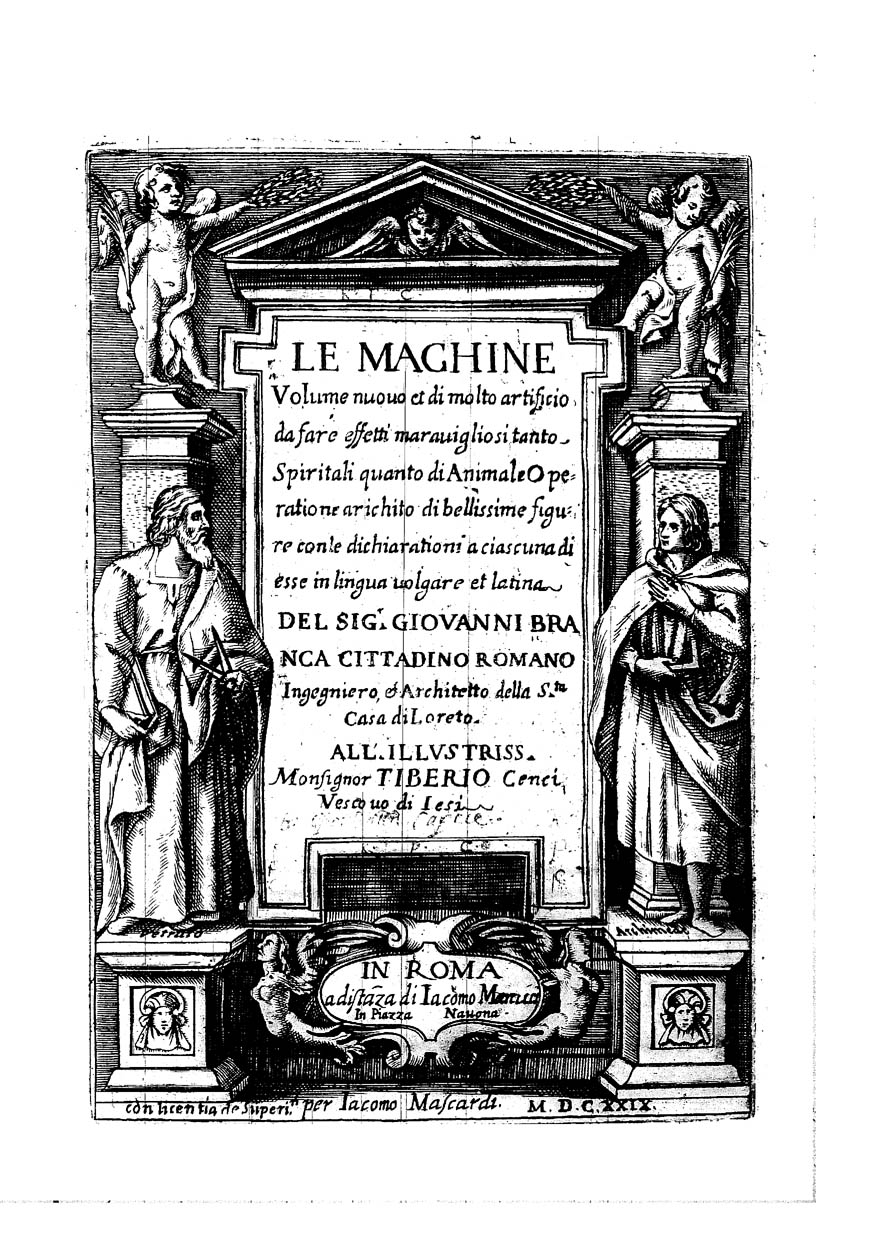
Le machine, 1629